# Jorto jezik
Jorto jezik (ISO 639-3: jrt; ), afrazijski jezik zapadnočadske skupine, kojim govori oko 17 300 ljudi (2000) iz plemena Jorto u nigerijskoj državi Plateau, u LGA Shendam, selo Dokan Kasuwa.
Jorto s još 11 jezika pripada užoj skupini A.3. angas-gerka, i podskupini pravih angas jezika

## Vanjske poveznice
- Ethnologue (14th)
- Ethnologue (15th)